# 前780年代
| 千纪： | 前1千纪 |
| 世纪： | 前9世纪 \| 前8世纪 \| 前7世纪                                                                              |
| 年代： | 前810年代 \| 前800年代 \| 前790年代 \| 前780年代 \| 前770年代 \| 前760年代 \| 前750年代                    |
| 年份： | 前789年 \| 前788年 \| 前787年 \| 前786年 \| 前785年 \| 前784年 \| 前783年 \| 前782年 \| 前781年 \| 前780年 |

## 重要事件及趋势
- 周宣王三十九年（前789年），周王的軍隊在千畝（今山西省介休縣南）被姜氏之戎打敗。[1]
- 周宣王四十六年（前782年），周宣王崩，子周幽王立。[1]
- 周幽王二年（前780年），關中盆地的三川（涇水、渭水、洛水）發生大地震。[1]

## 逝世
- 前785年：杜伯、晉穆侯
- 前782年：周宣王
- 前781年：亞瑪謝

## 重要人物
- 晋穆侯
- 晉殤叔